# Eleição municipal de Botucatu em 2000
A eleição municipal de Botucatu em 2000 foi o 13.º pleito eleitoral realizado na história do município. Ocorreu oficialmente em 1 de outubro e foi disputada em turno único, dado que Botucatu por não ter 200 000 eleitores registrados e aptos ao voto, não atende ao critério eleitoral definido pelo inciso II do artigo n.º 29 da Constituição Federal para a realização de um 2.º turno caso nenhum dos candidatos a prefeito alcance maioria absoluta dos votos. Neste caso, o(a) vencedor(a) é escolhido por maioria simples. 
Segundo dados do Tribunal Superior Eleitoral, 68 392 eleitores compunham o eleitorado botucatuense apto a eleger 1 prefeito, 1 vice–prefeito e 17 vereadores para a Câmara Municipal em 2000. 

## Candidaturas oficiais
Foi a partir desta eleição que passou a vigorar no âmbito municipal a Lei n.º 9100/1995, responsável por regulamentar as atividades desempenhadas pelos partidos políticos, estabecendo dentre outras regras a possibilidade de formação de coligações partidárias tanto para as eleições majoritárias que escolhem os prefeitos quanto para as eleições proporcionais de lista aberta que escolhem os vereadores.
| Candidato(a) | Vice                | Partido | Nº | Coligação                                   |
| ------------ | ------------------- | ------- | -- | ------------------------------------------- |
| Mário Ielo   | Valdemar Pinho (PT) | PT      | 13 | Abrace Botucatu (PT/PC do B/PDT/PMN/PV)     |
| Arthurzinho  | Fião (PTB)          | PMDB    | 15 | Botucatu merece o Melhor (PMDB/PPS/PPB/PTB) |
| Milton Bosco | Monteferrante (PSL) | PSD     | 41 | Unidos por Botucatu (PSD/PSL)               |
| Pedro Losi   | José Savini (PSDB)  | PSDB    | 45 | Por Uma Cidade Feliz (PSDB/PFL/PSB)         |

## Resultados eleitorais

### Poder Executivo
| 1º Turno 1 de outubro de 2000 | 1º Turno 1 de outubro de 2000 | 1º Turno 1 de outubro de 2000 | 1º Turno 1 de outubro de 2000 |
| Candidato(a)                  | Vice                          | Votação                       | Votação                       |
| Candidato(a)                  | Vice                          | Total                         | Porcentagem                   |
| ----------------------------- | ----------------------------- | ----------------------------- | ----------------------------- |
| Mário Ielo (PT)               | Valdemar Pinho (PT)           | 30.156                        | 55,26%                        |
| Pedro Losi (PSDB)             | José Savini (PSDB)            | 9.972                         | 18,27%                        |
| Milton Bosco (PSD)            | Monteferrante (PSL)           | 9.180                         | 16,82%                        |
| Arthurzinho (PMDB)            | Fião (PTB)                    | 5.268                         | 9,65%                         |
| Total de votos válidos        | Total de votos válidos        | 54.576                        | 100,00%                       |
| Votos apurados                |                               |                               |                               |
| Votos válidos                 | Votos válidos                 | 54.576                        | 91,37%                        |
| Votos em branco               | Votos em branco               | 1.926                         | 3,22%                         |
| Votos nulos                   | Votos nulos                   | 3.226                         | 5,40%                         |
| Total de votos apurados       | Total de votos apurados       | 59.728                        | 100,00%                       |
| Eleitores                     |                               |                               |                               |
| Comparecimento                | Comparecimento                | 59.728                        | 87,33%                        |
| Abstenções                    | Abstenções                    | 8.664                         | 12,67%                        |
| Total de eleitores            | Total de eleitores            | 68.392                        | 100,00%                       |

### Poder Legislativo
| Resultado da eleição para a Câmara Municipal de Botucatu em 2000 | Resultado da eleição para a Câmara Municipal de Botucatu em 2000 | Resultado da eleição para a Câmara Municipal de Botucatu em 2000 | Resultado da eleição para a Câmara Municipal de Botucatu em 2000 |
| Candidato                                                        | Partido                                                          | Votos                                                            | %                                                                |
| ---------------------------------------------------------------- | ---------------------------------------------------------------- | ---------------------------------------------------------------- | ---------------------------------------------------------------- |
| Professor Caldas                                                 | PC do B                                                          | 1.391                                                            | 2,54                                                             |
| Reinaldinho                                                      | PSD                                                              | 1.334                                                            | 2,43                                                             |
| Mauro Mailho                                                     | PSDB                                                             | 1.118                                                            | 2,04                                                             |
| Luiz Carlos Bentivenha                                           | PSDB                                                             | 1.074                                                            | 1,96                                                             |
| Nene Bueno                                                       | PSDB                                                             | 1.062                                                            | 1,94                                                             |
| Newton Colenci Junior                                            | PMDB                                                             | 944                                                              | 1,72                                                             |
| Ednei Lázaro Carreira                                            | PSDB                                                             | 914                                                              | 1,67                                                             |
| Luiz Carlos Rubio                                                | PT                                                               | 724                                                              | 1,32                                                             |
| Zé Fernandes                                                     | PSD                                                              | 707                                                              | 1,29                                                             |
| Cláudio Aparecido Alves da Silva - Casão                         | PT                                                               | 664                                                              | 1,21                                                             |
| Antonio Carlos Trigo                                             | PT                                                               | 659                                                              | 1,20                                                             |
| José Carlos Lourenção                                            | PT                                                               | 653                                                              | 1,19                                                             |
| Antonio Carlos Vaz de Almeida - Cula                             | PSD                                                              | 630                                                              | 1,19                                                             |
| Ademir Lopes                                                     | PPB                                                              | 521                                                              | 0,95                                                             |
| Joel Divino                                                      | PT                                                               | 519                                                              | 0,95                                                             |
| Sargento Chavari                                                 | PTB                                                              | 518                                                              | 0,94                                                             |
| Geraldo Vieira - Geraldo da Caixa                                | PSB                                                              | 486                                                              | 0,89                                                             |